# Bea (Grecia)

Mapa del sur del Peloponeso en la Antigüedad. La ciudad de Bea se encontraba en la costa oriental del golfo de Laconia, cerca del cabo Malea.

Bea es el nombre de una antigua ciudad griega de Laconia.
Estrabón la ubica entre los cabos de Onúgnato y Malea.
Durante la primera guerra del Peloponeso, a mediados del siglo V a. C., la ciudad fue tomada por una escuadra ateniense al mando de Tólmides.
Pausanias la menciona como una de las ciudades de los eleuterolaconios. La ubica en el golfo que llevaba el nombre de Beático, frente a la isla de Citera y sitúa como territorio limítrofe a la ciudad de Epidauro Limera. Menciona que su fundador epónimo fue Beo, uno de los heraclidas, que juntó a los habitantes de tres ciudades: Étide, Afrodisiada y Side. Destaca que en la acrópolis de Bea había un templo de Apolo y en otros lugares de la misma había sitios donde se rendía culto a Asclepio, Serapis e Isis. A siete estadios de Bea ubica unas ruinas dentro de las cuales había un santuario de Asclepio e Higiea, mientras en el camino entre Bea y las ruinas había una imagen de Hermes. En territorio de Bea, una vez doblado el cabo Malea, estaba Epidelion, que era un lugar sagrado de Apolo que tenía una xoana del dios de la que se decía que había llegado a Bea desde Delos, tras haber sido arrojada al mar por Menófanes, un general de Mitrídates, durante una expedición de saqueo. Cerca de Bea, antes de llegar al cabo Malea, había un puerto llamado Ninfeón.
Se localiza en la población actual de Neápoli, situada entre la isla de Elafónisos y el cabo Malea.